# 스타가제트
스타가제트(Star-Gazette)는 미국 뉴욕주 엘마이라에서 발행되는 일간 신문으로, 개닛이 소유하고 있다.